# Grupo de Bulas

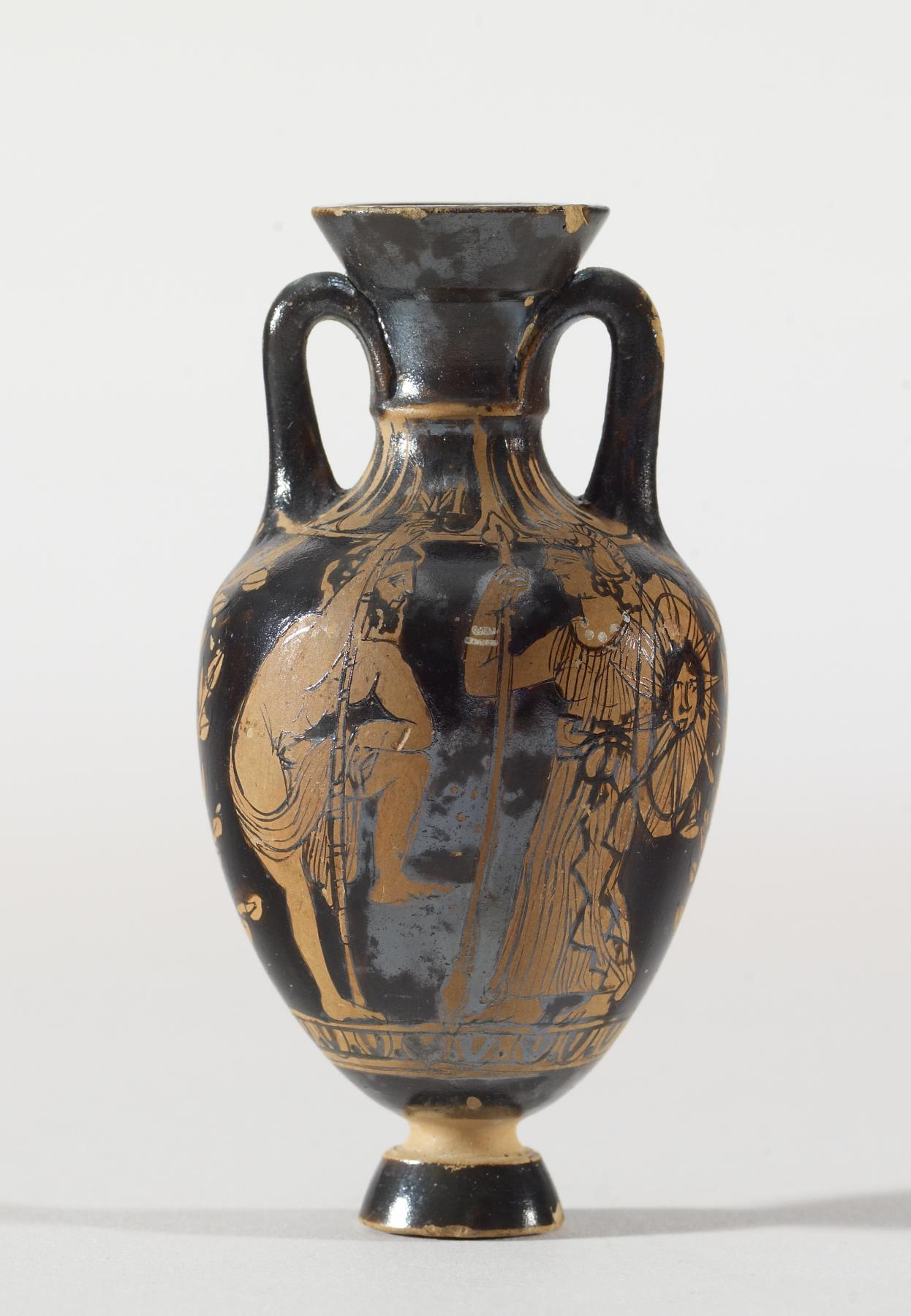
Ánfora panatenaica en miniatura del Grupo de Bulas, Baltimore, Walters, Art Museum 48.59.

El Grupo de Bulas es un grupo de pintores de vasos áticos de figuras negras de principios del siglo IV a. C., designados por un nombre de nota. Es más conocido por sus ánforas panatenaicas en miniatura, que produjeron casi exclusivamente y que suelen decorar en estilo de figuras negras. Se conoce una única ánfora panatenaica en miniatura del Grupo en el estilo de figuras rojas. Además, el grupo también produjo algunos otros vasos en miniatura con figuras negras. 